# Ђинепри (Болоња)
Ђинепри (итал. Ginepri) је насеље у Италији у округу Болоња, региону Емилија-Ромања.
Према процени из 2011. у насељу је живело 67 становника. Насеље се налази на надморској висини од 297 м.